# با تگزاس درنیفتید

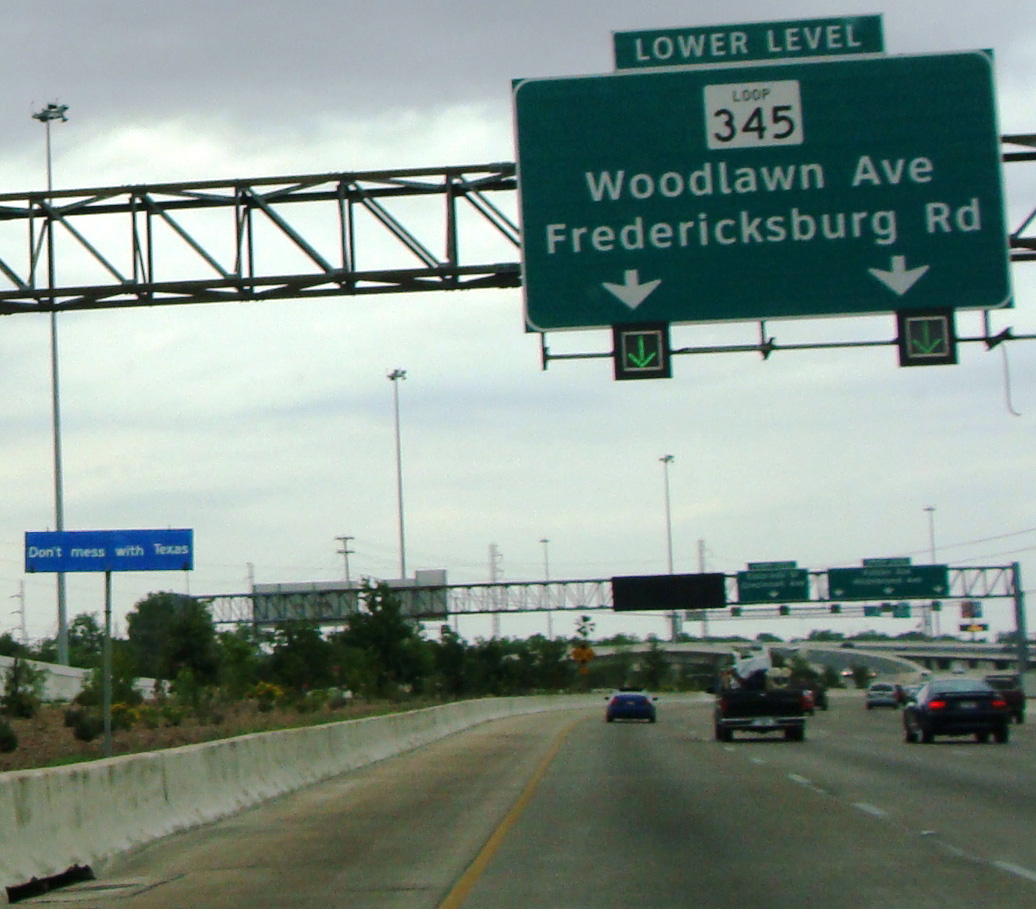
تابلوی آبی رنگ در کنار بزرگراه I-10 در تگزاس با عبارت «با تگزاس شوخی نکنید»

«با تگزاس در نیفتید» یا «با تگزاس شوخی نکنید» (به انگلیسی: Don't Mess with Texas) شعاریست دولتی در ایالت تگزاس در آمریکا.
این شعار در سال ۱۹۸۶ توسط سازمان راه و ترابری ایالت تگزاس ابداع شد، و تا به امروز مورد استفاده‌است. هدف از آن تشویق به کاهش ریختن زباله در اماکن و بزرگراه‌های عمومی ایالت تگزاس بود.
این شعار باعث کاهش ریختن زباله در اماکن عمومی تگزاس به میزان ۷۲٪ در میان سالهای ۱۹۸۶–۱۹۹۰ شد.
این شعار تدریجاً استفاده‌های عمومی تری پیدا نمود، و امروزه توسط اهالی تگزاس به‌عنوان یک شعار کلی در حمایت و تمجید از ایالتشان مورد استفاده می‌باشد.
این شعار تا حدی محبوبیت پیدا نمود که بر روی نشان زیردریایی هسته‌ای USS Texas (کد SSN-۷۷۵) نیز مورد استفاده قرار گرفت.

## جستارهای وابسته

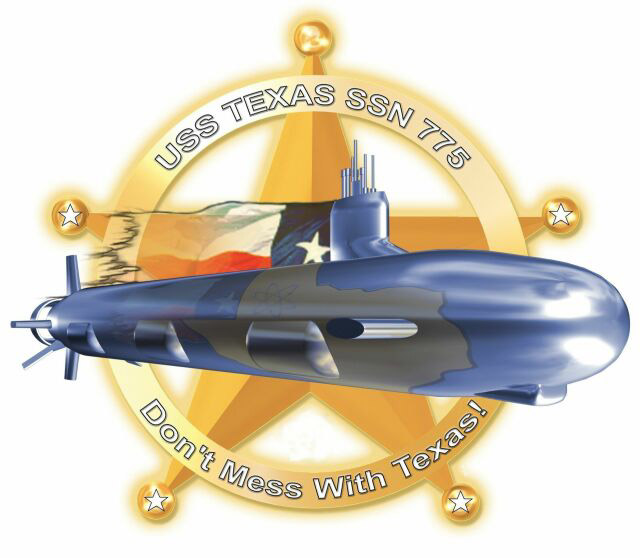
این عبارت بر روی نشان رسمی زیردریایی USS Texas نیز استفاده شده‌است.